# Дрімтім (серіал)
Дрімтім — український комедійний серіал 2022 року. Режисер: Аркадій Непиталюк.

## Сюжет
В основі сюжету — історія про головного тренера столичного чоловічого баскетбольного клубу, який втрачає роботу через свій скандальний характер і зневажливе ставлення до жінок. Повернувшись до рідного містечка Зорин, він починає тренувати там студентську жіночу команду.

## У ролях
- Михайло Кукуюк
- Григорій Бакланов
- Дар'я Петрожицька
- Анастасія Іванюк
- Марія Стопник
- Валерія Товстолес
- Марія Моторна
- Марина Веремійчук
- Валерія Фокіна